# Quartier Clairmarais - Charles Arnould
Pour l’article homonyme, voir Clairmarais.

Les douze conseils de quartiers de Reims
Barbâtre - Saint-Remi - Verrerie
Bois d'Amour - Porte de Paris - Courlancy
Centre-ville
Cernay Jamin - Jean Jaurès - Épinettes
Clairmarais - Charles Arnould
Châtillons
Chemin Vert - Europe
Croix-Rouge - Hauts de Murigny
La Neuvillette - Trois-Fontaines
Laon Zola - Neufchâtel - Orgeval
Maison-Blanche - Sainte-Anne - Wilson
Murigny

Le quartier rémois de Clairmarais - Charles Arnould est le centre d'affaires de l'agglomération rémoise (en saumon sur le plan de situation).

## Situation
Situé juste derrière la gare de Reims, à proximité immédiate du centre-ville et de l'autoroute A4, il bénéficie d'une situation privilégiée au cœur de la cité.

## Historique
Délimité entre les Promenades, la voie de Laon et les villes de Saint-Brice et Courcelles.

Il s'est longtemps trouvé hors de la ville au sens propre, hors des murs gaulois, gallo-romains ou médiévaux. Cette partie était marécageuse ou en prairies inondables[Quoi ?] par la Vesle. Il y avait néanmoins des traces de vie, comme l'arène au nord ouest, des nécropoles, habitude romaine de les situer hors de la ville. 

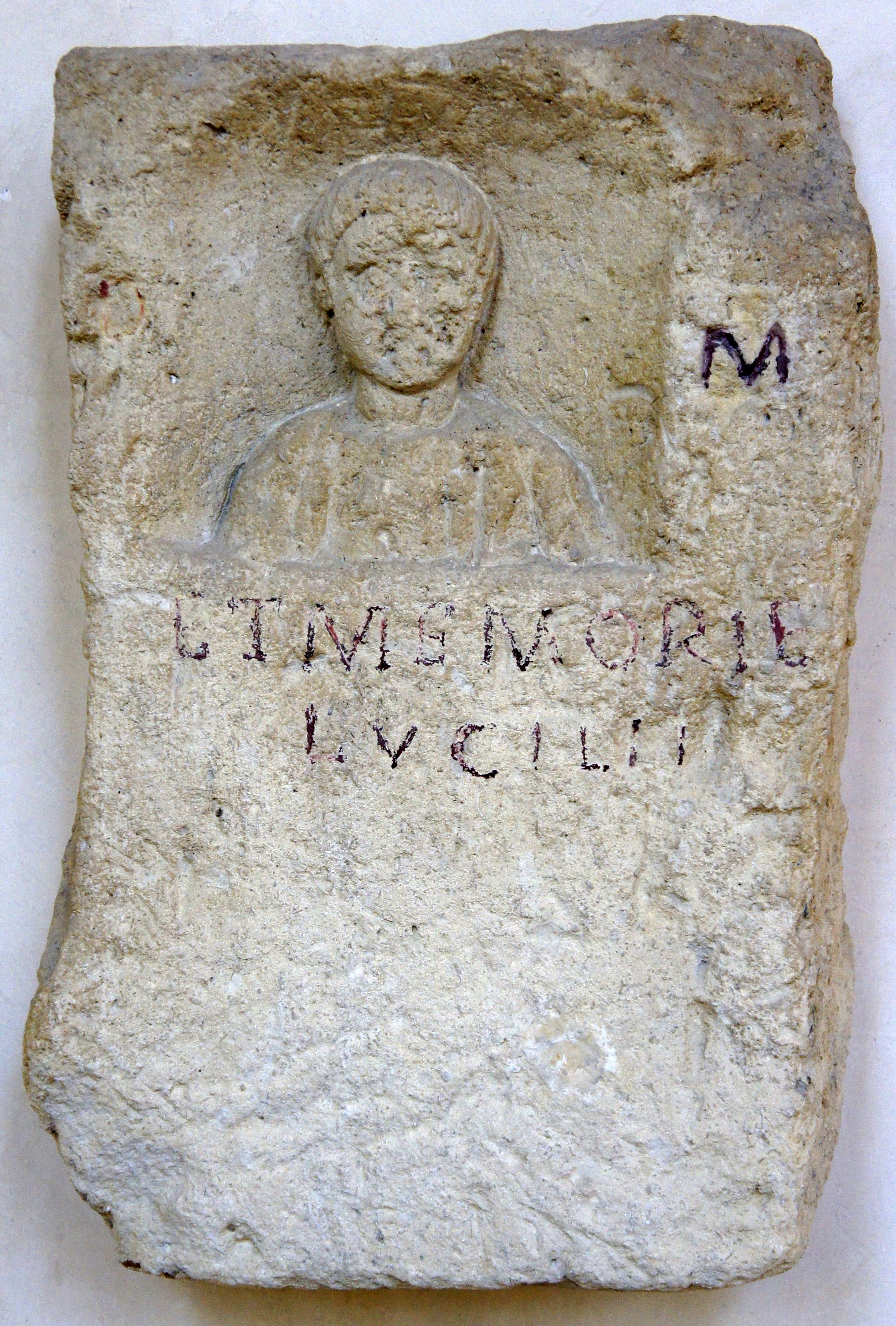
première et
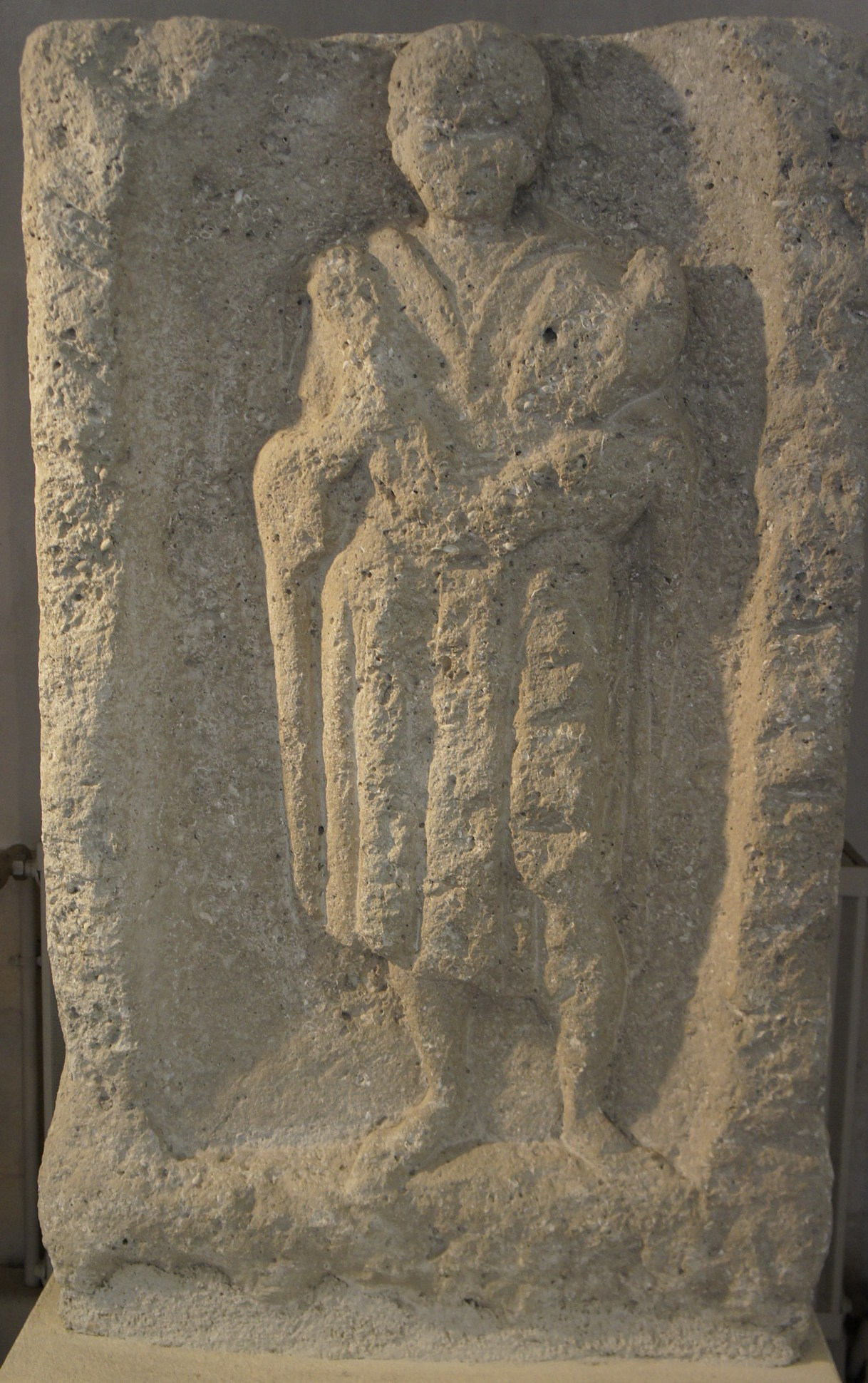
seconde stelle de la nécropole.
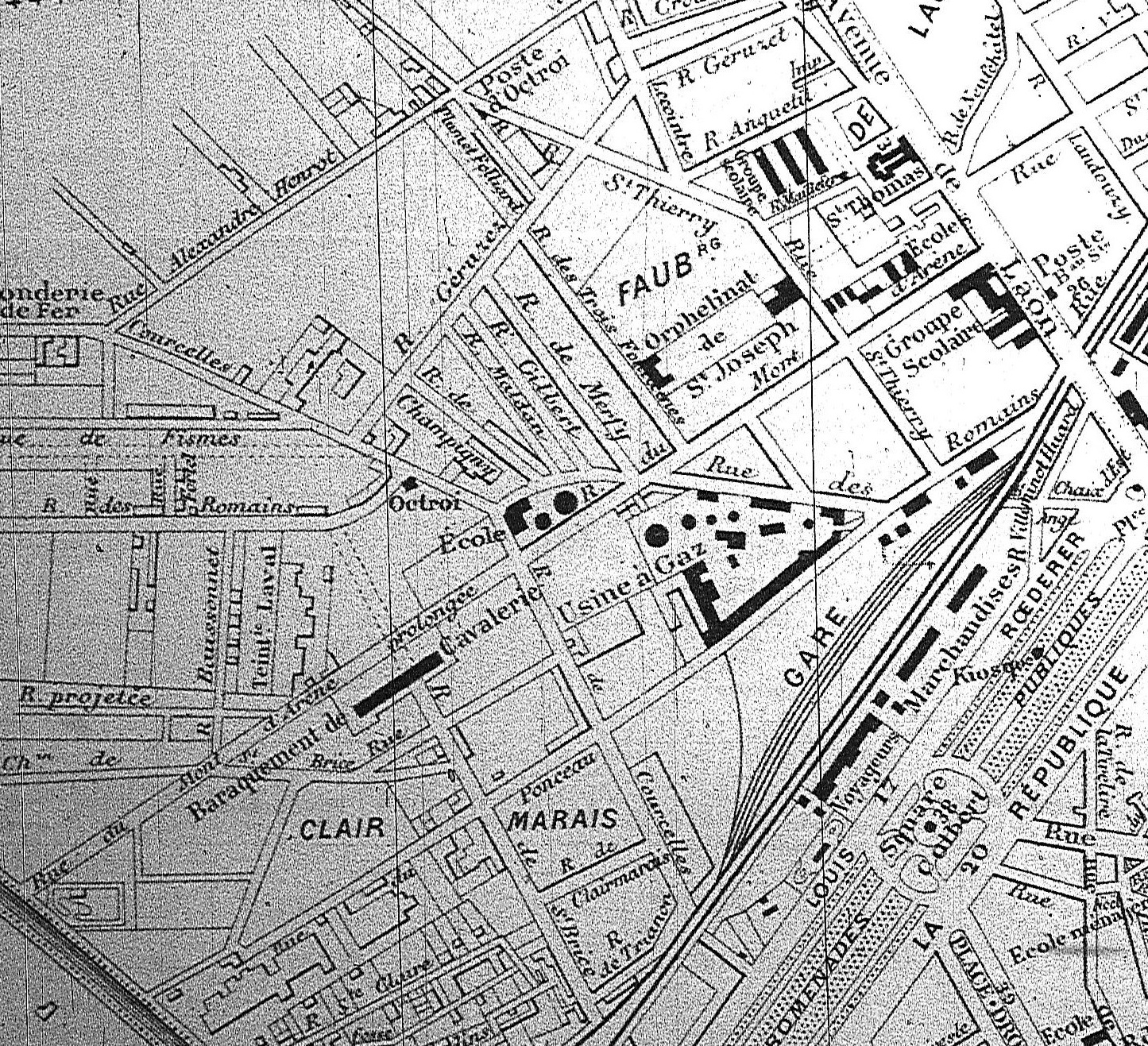
En 1890.

En 1222, une abbaye cistercienne de femmes est bâtie hors les murs au lieu-dit Clairmarais, elle portait le nom de Sainte-Marie, le premier prieur fut Jean de Châtillon, religieux de Clairvaux. Il fut détruit par les Anglais en 1359 alors que la forêt qui l'entourait et dont on avait extrait des poutres de châtaigniers pour l'église st-Nicaise au Ve siècle avait été coupée préventivement pour éviter de donner des matériaux à ces mêmes anglais. Le couvent s'installe officiellement en 1363 dans les murs de la ville avec une bulle du pape Sixte IV, un ordre royal et l'autorisation de Jean III de Craon du 13 avril 1364.
Au XVIe siècle le cardinal de Lorraine faisait défricher une grande partie des Clemarets et élargir la Vesle. Au XVIIIe siècle vient la création des Promenades. C'est à Clairmarais que les lavoirs de la ville et ceux des teinturiers étaient situés, en aval sur la Vesle.
C'est au courant du XIXe siècle avec l'arrivée du chemin de fer et du canal que le développement industriel amène un fort développement du quartier.

## Données chiffrées
Le quartier avait 17 570 habitants en 2007.

## Description / Urbanisme
L'habitat, les couches sociales, logement social/privé, commercial/résidentiel, immeubles/pavillons, etc. avec photos

### Charles Arnould
Le Foyer Rémois, dès 1911, commença à Reims l’édification de logements destinés aux familles ouvrières et nombreuses.
Commencé avant la guerre un premier projet, dans le quartier Charles Arnould (Trois Fontaines), fut abandonné. La ville de Reims a été détruite à 80 % durant la Première Guerre mondiale. La municipalité élue en novembre 1919 et son maire Charles Roche firent appel au major de l'armée américaine George Burdett Ford. Celui-ci élabora un plan de reconstruction ambitieux, le plan « Ford » retenu par le conseil municipal, le 5 février 1919, et qui prévoyait de créer une douzaine de cités-jardins, reliées entre elles par une ceinture verte de parcs destinés à séparer les quartiers d'habitation des zones industrielles. Ces cités-jardins sont organisés en villages avec une Maison Commune.  Une cité-jardin se réalisa aux Trois Fontaines, les terrains étant destinés à l'origine par le plan Ford à une zone industrielle. Avec 324 logements, dans une 1re tranche, elle est moins importante que la cité du Chemin Vert. La maison commune fermée au début des années 1950 est aujourd'hui Maison des Compagnons du Devoir.

### Clairmarais

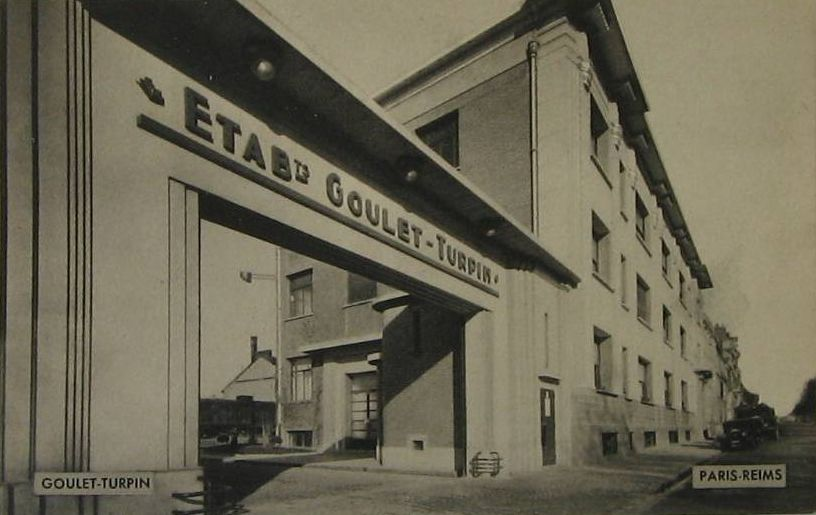
Ets Goulet-Turpin
(siège 42 Bd Louis Roederer).

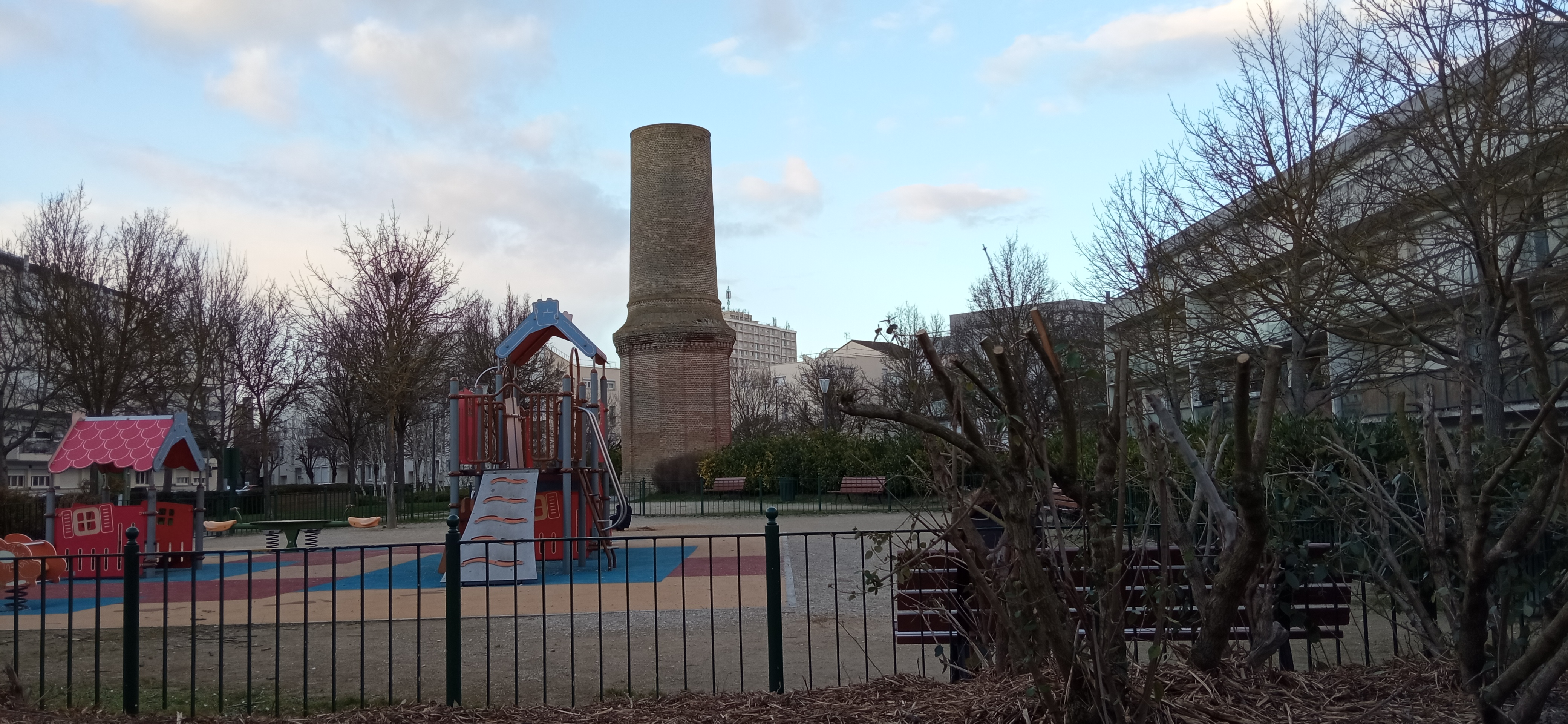
Rue Jan-Palach à Reims.

Reims est le berceau des maisons à succursales multiples : Docks Rémois-Familistère, Comptoirs Français, Goulet-Turpin. Clairmarais accueillait les entrepôts et fabrications, torréfaction, conditionnement et embouteillage des Établissements Goulet-Turpin fondé en 1900 ainsi que ceux des Comptoirs Français (1897). Edouard Mignot (1867-1949) crée en 1897 les Comptoirs Français et installe au 24 de la rue de Courcelles, les entrepôts et l'usine de produits alimentaires, reconstruits après la Première Guerre mondiale, transforme certains produits et en fabrique d'autres (pain, vins) avant de les vendre, a fermé ses portes vers 1980. Entre 1905 et 1914, Modeste Goulet s'installe rue Vernouillet, rue de Saint-Brice et rue Soussillon et en 1921 construit boulevard Roederer. Autour des années 1930, l'entrepôt Vernouillet est agrandi, modernisé et raccordé au chemin de fer. En 1931 les bureaux du siège sont transférés 42, boulevard Louis Roederer, à l'emplacement aujourd’hui de la MSA.
L'Usine à gaz de Reims sera également implantée dans ce quartier car proche de la gare pour son approvisionnement en houille.
Dans le quartier Clairmarais était implantée l'entreprise familiale les teintureries Laval, qui a fonctionné jusqu'en 1968, démolie en 1980 et dont seul le bas de la cheminée demeure dans le Square Jan Palach. 

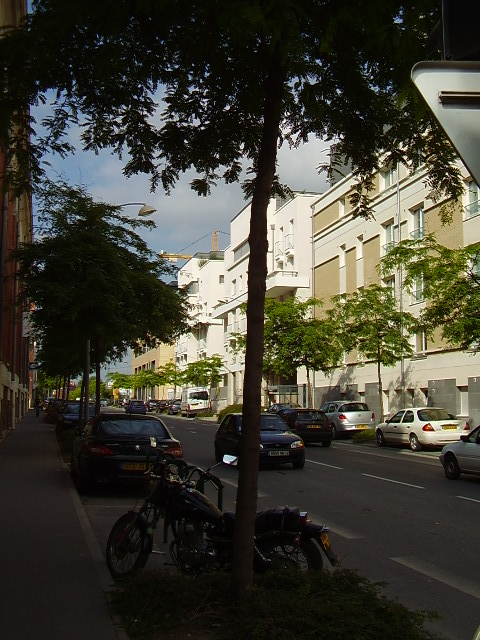
Vue du quartier
(rue Édouard-Mignot au croisement avec la rue de Courcelles)

Avec l'arrivée du TGV, ce quartier d'anciens entrepôts et d'usines est en pleine mutation avec la création d'immeubles de bureaux et de résidences. Le programme de réhabilitation de ce quartier ancien est lié à l'arrivée, dans la gare sus-citée, du TGV-Est dès juin 2007. Dans la perspective du développement économique de la ville la municipalité a décidé d'en faire un quartier d'affaires, proposant une grande surface disponible de bureaux ainsi que de logements. 
À l'heure actuelle environ 65 000 m2 de bureaux sont sortis de terre, à la place de constructions individuelles ou industrielles plus anciennes. À terme ce sont de 70 000 à 80 000 mètres carrés supplémentaires qui seront mis à disposition.
Le quartier se structure donc autour de la gare, laquelle se verra aménager un second parvis du côté de ce quartier. En effet l'actuel, faisant face au centre-ville, deviendra dans les prochaines années le pôle d'échanges de référence de l'agglomération (tram, gare routière, parkings, etc.).

## Loisirs & lieux d'intérêt
- Terrain de football - boulevard Albert 1er.

### Administration

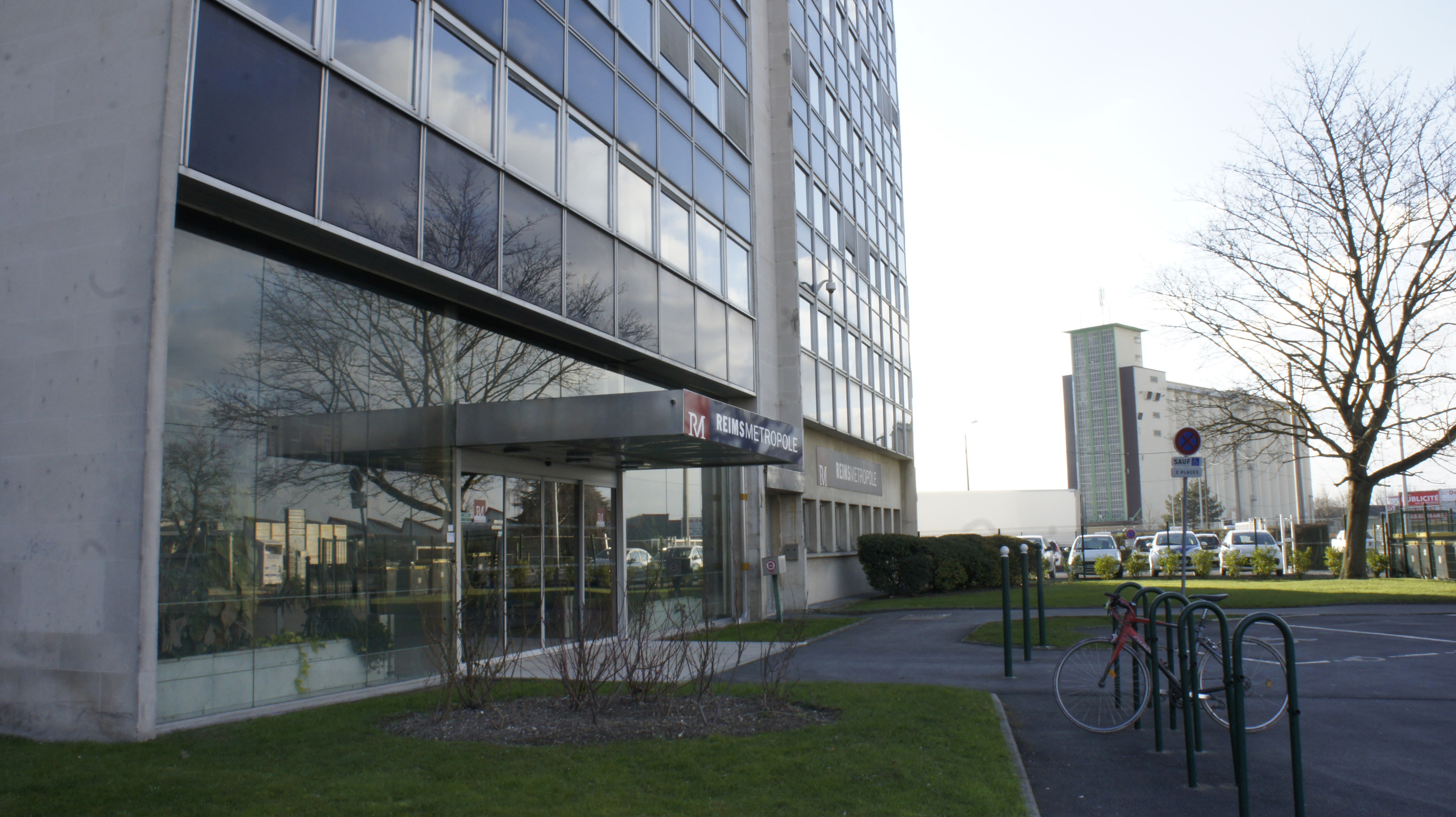
Une vue des locaux de Reims métropole Boulevard Charles-Arnould, en arrière-plan les silos des moulins port Colbert.

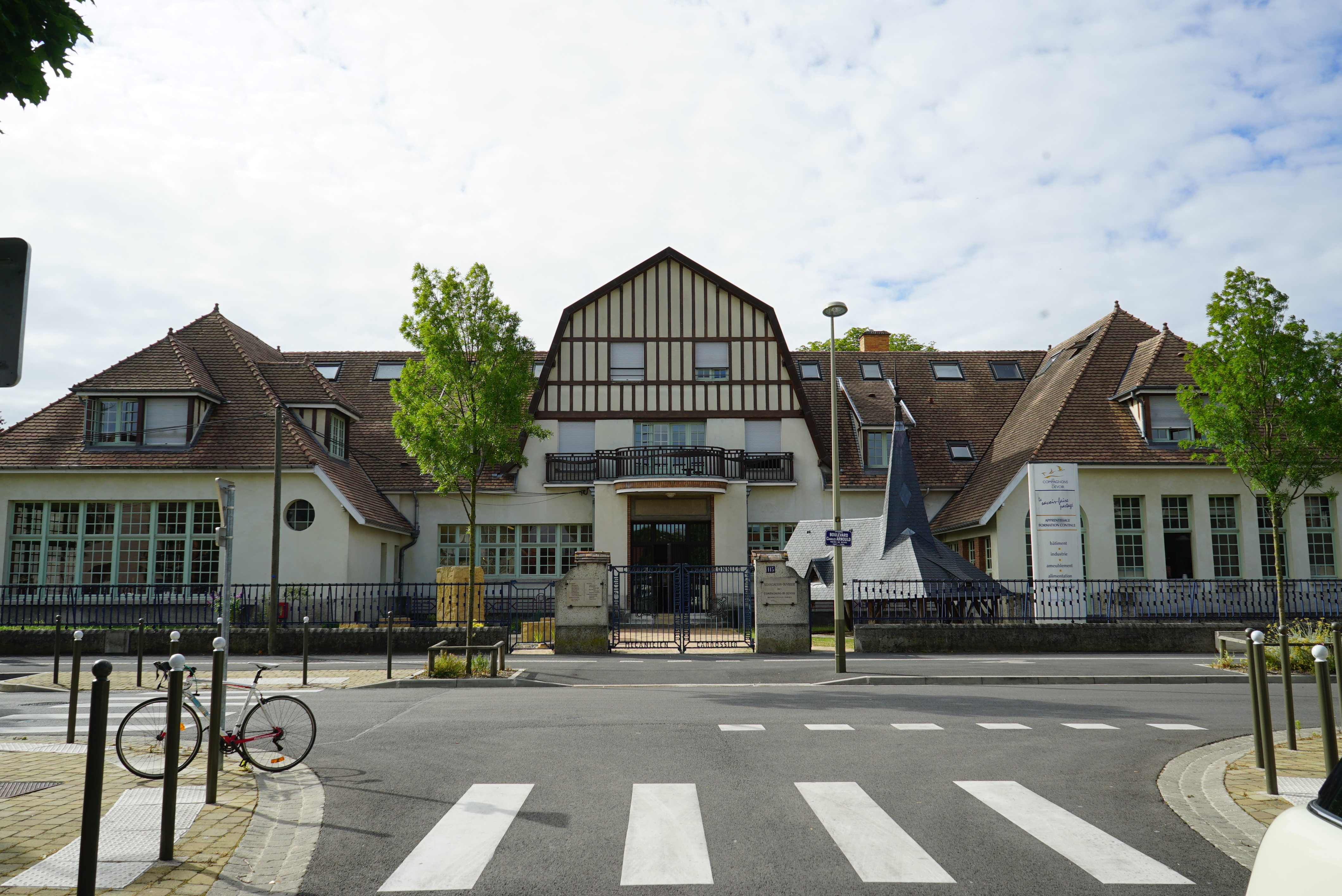
Maison des Compagnons dans la cité jardin.

## Services publics

### Enfance & Enseignement
- Maison des Compagnons du Devoir Boulevard Charles-Arnould.
- Groupe scolaire Clairmarais 119 rue du Mont-d'Arène, primaire et maternelle.
- Groupe scolaire Charles Arnould 125 Boulevard Charles-Arnould, primaire et maternelle.

## Économie

### Principaux centres commerciaux
- Super U - rue du mont d'arène.

### Entreprises notables et parcs d'activités

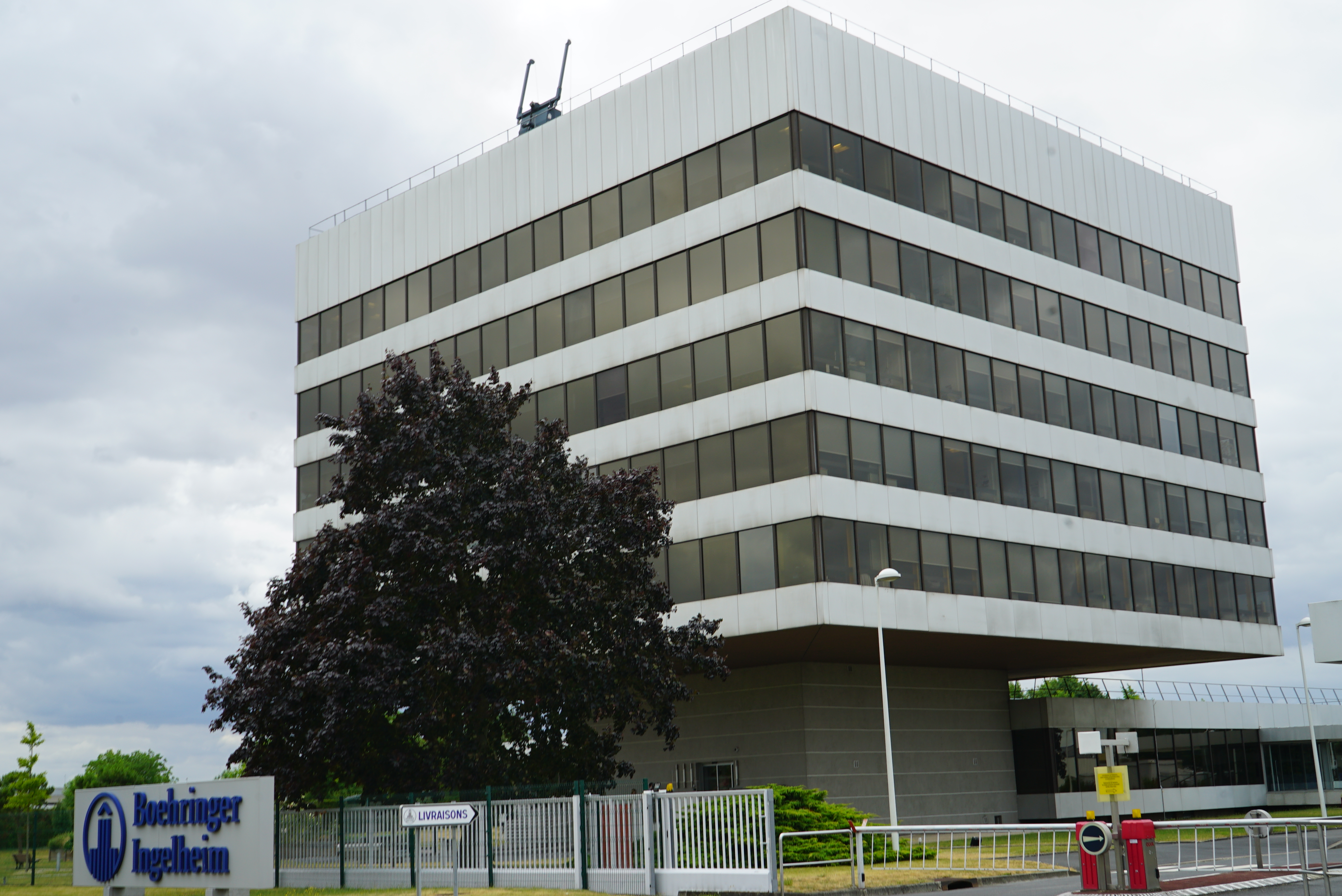
Boehringer-Ingelheim rue du colonel Charbonneaux.

- MSA (Mutualité Sociale Agricole), 24 boulevard Louis-Roederer.
- Zone d'activités Colbert.
  - ArcelorMittal ex P.U.M.
  - Boehringer-Ingelheim Pharmaceuticals.
  - Pierre Bourquin Imprimerie.
- Les Grands Moulins de Paris - Moulin de Reims, 136 Rue Vernouillet.
- Magasins Généraux de Champagne-Ardenne (MGCA).
- Transdev.
- Valeo.
- Centre d'affaires Clairmarais, 9 rue André Pingat.
- RPAD Location de bureaux,9 rue André Pingat.
- Made in France Assurances, 9 rue André Pingat.
- AGIF Formation Bancaire, 9 rue André Pingat.
- MontRoyal Immobilier, 9 rue André Pingat.

## Desserte
- Gare de Reims - sortie Clairmarais.